# Деймах
Вижте пояснителната страница за други значения на Деймах.
Деймах (на старогръцки: Δηίμαχος), Deimachos) в древногръцката митология е баща на Енарета, омъжена за Еол, син на Елин и цар на Тесалия, прародител на Еолийците. Неговите осем внука са Сизиф, Кретей, Атамант, Салмоней, Деион, Магнет, Периер и Макарей, неговите пет внучки са Канака, Алкиона, Писидика, Калика и Перимеда.
Той е баща и на Дейлеонт, другар на Херакъл.